# Geochelone
Geochelone ist eine Gattung aus der Familie der Landschildkröten (Testudinidae). Sie umfasst zwei Arten, die Indische Sternschildkröte (Geochelone elegans) und die Burma-Landschildkröte (Geochelone platynota).

## Beschreibung und Lebensweise
Gemessen an der Länge ihres Rückenpanzers (Carapax) zählen sie zu den mittelgroßen bis großen Schildkrötenarten. Geochelone elegans bewohnt Landschaften, die zumindest zeitweise sehr trocken sind. Über Geochelone platynota ist bisher wenig bekannt. Sie ernähren sich überwiegend von Pflanzen. 
Die Indische Sternschildkröte (Geochelone elegans) besitzt einen Panzer, der sich besonders gut der Form eines Gömböc annähert. Dieser Körper hat die Eigenschaft, sich immer wieder in ein und dieselbe Position zurück zu drehen, egal in welche Ausgangslage er gebracht wird. Somit dreht sich diese Schildkröte besonders gut auf den Bauch zurück, ohne die Gliedmaßen dazu zu benötigen.

## Systematik
Zur Gattung Geochelone wurden früher bis zu 10 Arten gezählt, die in Afrika, Asien, Südamerika und auf verschiedenen Inseln Ozeaniens verbreitet waren, darunter die Galápagos-Riesenschildkröte. Nach neueren molekulargenetischen Untersuchungen war die Gattung in dieser Zusammensetzung jedoch eindeutig paraphyletisch und musste in mehrere monophyletische Gruppen aufgeteilt werden. Dadurch werden in der Gattung Geochelone nur noch zwei südasiatische Arten vereint.
- Indische Sternschildkröte (Geochelone elegans (Schoepff, 1794))
- Burma-Landschildkröte (Geochelone platynota (Blyth, 1863))

Auch die afrikanische Spornschildkröte oder Sporenschildkröte (Syn.: Geochelone sulcata (Miller, 1779)) zählte lange Zeit in diese Gattung. Heute sieht man in ihr die einzige Vertreterin der monotypischen Gattung Centrochelys. 
Die südamerikanischen Arten, die früher in die Gattung Geochelone gestellt wurden, wurden in der Gattung Chelonoidis vereint:
- Köhlerschildkröte (Chelonoidis carbonarius (Spix, 1824))
- Argentinische Landschildkröte (Chelonoidis chilensis (Gray, 1870))
- Waldschildkröte (Chelonoidis denticulatus (Linnaeus, 1766))
- Galápagos-Riesenschildkröte (Chelonoidis niger (Quoy & Gaimard, 1824))

Die beiden auf Madagaskar beheimateten Arten wurden in die Gattung Astrochelys transferiert.
- Strahlenschildkröte (Astrochelys radiata (Shaw 1802))
- Madagassische Schnabelbrustschildkröte (Astrochelys yniphora (Vaillant, 1885), Syn.: Angonoka yniphora)

Für die in Ost- und Südafrika vorkommende Pantherschildkröte mit zwei Unterarten wurde die Gattung Stigmochelys errichtet.
- Pantherschildkröte (Stigmochelys pardalis (Bell, 1828))

Früher zählten auch zwei ausgestorbene Arten von den Kanarischen Inseln zur Gattung:
- Geochelone burchardi (Ahl, 1926)
- Geochelone vulcanica (López-Jurado & Mateo, 1993)[3]

Diese stehen der Spornschildkröte nahe und wurden deshalb wie diese später in die Gattung Centrochelys gestellt.